# Düsseldorf-Bilk (przystanek kolejowy)
Düsseldorf-Bilk – przystanek kolejowy w Düsseldorfie, w kraju związkowym Nadrenia Północna-Westfalia, w Niemczech. Znajduje się tu 1 peron.